# Rádio Klasika
Rádio Klasika (Slovenský rozhlas 7) – siódma rozgłośnia radiowa Slovenskego rozhlasu. Jest ona dostępna przez satelitę oraz przez internet. Jest ona poświęcona muzyce poważnej wszystkich epok - od średniowiecza do muzyki współczesnej.